# Nuthe-Urstromtal
Nuthe-Urstromtal är en kommun i Tyskland, belägen i Landkreis Teltow-Fläming i förbundslandet Brandenburg, omkring 50 km söder om centrala Berlin. Den glesbefolkade kommunen är med sin yta på 341.31 km² Tysklands till ytan största landsortskommun (Gemeinde) utan stadsrättigheter och den tionde största kommunen totalt i Tyskland sett till ytan. Den bildades genom en kommunreform 1993. Kommunförvaltningen har sitt säte i byn Ruhlsdorf.

## Geografi
Kommunen saknar större tätorter och bebyggelsen består av 23 mindre byar. Sitt namn har kommunen efter de två främsta geografiska kännetecknen: floden Nuthe och den geologiska dalformationen Baruther Urstromtal. I söder gränsar kommunen till städerna Luckenwalde och Jüterbog och i norr till staden Trebbin.

### Administrativ indelning
Dessa byar utgör administrativa kommundelar (tyska: Ortsteile) inom kommunen:

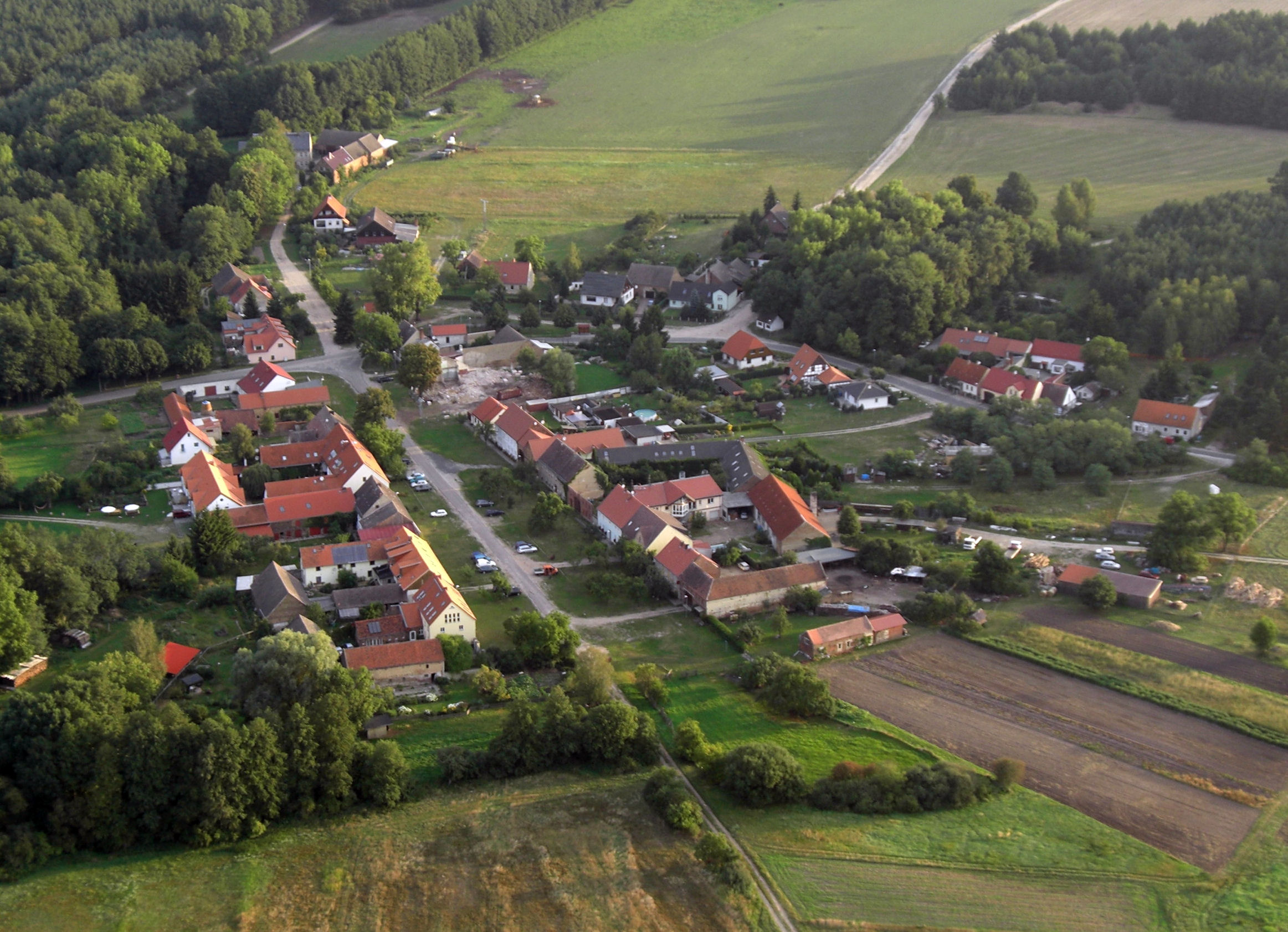
Gottsdorf
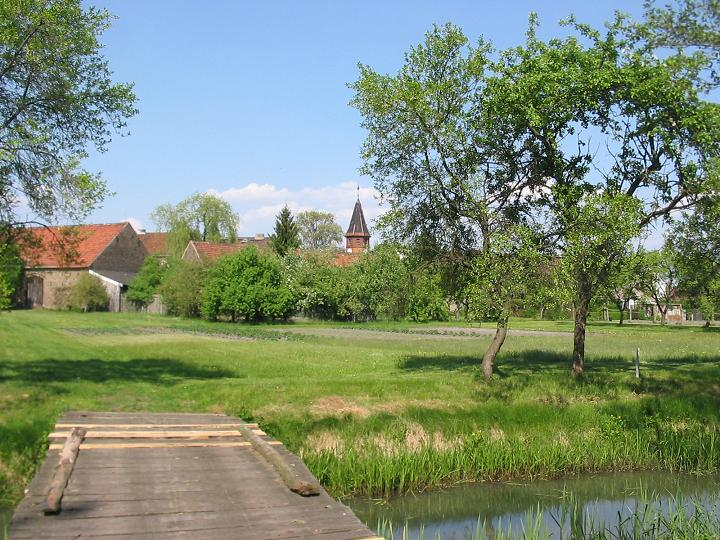
Schönefeld

- Ahrensdorf
- Berkenbrück
- Dobbrikow
- Dümde
- Felgentreu
- Frankenförde
- Gottow
- Gottsdorf
- Hennickendorf
- Holbeck
- Jänickendorf
- Kemnitz
- Liebätz
- Lynow
- Märtensmühle
- Nettgendorf
- Ruhlsdorf
- Scharfenbrück
- Schönefeld
- Schöneweide
- Stülpe
- Woltersdorf
- Zülichendorf

- Gottsdorf
- Schönefeld

## Befolkning
- Befolkningsutvecklingen i de nuvarande gränserna (Blå linje: Befolkning—Prickade linjen: Jämförelse med utvecklingen av Brandenburg—Grå bakgrund: Period av Nazi styre—Röd bakgrund: Period av kommunistiskt styre)
- Aktuella befolkningsutveckling (blå linjen) och prognoser (prickade linjen).

| År   | Invånare |
| ---- | -------- |
| 1875 | 7 171    |
| 1890 | 7 238    |
| 1910 | 7 516    |
| 1925 | 7 594    |
| 1933 | 7 912    |
| 1939 | 8 108    |
| 1946 | 9 908    |
| 1950 | 10 284   |
| 1964 | 8 287    |
| 1971 | 8 025    |

| År   | Invånare |
| ---- | -------- |
| 1981 | 7 543    |
| 1985 | 7 325    |
| 1989 | 7 198    |
| 1990 | 7 047    |
| 1991 | 6 990    |
| 1992 | 7 005    |
| 1993 | 6 988    |
| 1994 | 7 067    |
| 1995 | 7 148    |
| 1996 | 7 250    |

| År   | Invånare |
| ---- | -------- |
| 1997 | 7 312    |
| 1998 | 7 397    |
| 1999 | 7 362    |
| 2000 | 7 371    |
| 2001 | 7 293    |
| 2002 | 7 271    |
| 2003 | 7 241    |
| 2004 | 7 169    |
| 2005 | 7 165    |
| 2006 | 7 096    |

| År   | Invånare |
| ---- | -------- |
| 2007 | 7 034    |
| 2008 | 6 954    |
| 2009 | 6 869    |
| 2010 | 6 790    |
| 2011 | 6 459    |
| 2012 | 6 513    |
| 2013 | 6 525    |
| 2014 | 6 517    |
| 2015 | 6 703    |
| 2016 | 6 623    |

| År   | Invånare |
| ---- | -------- |
| 2017 | 6 578    |
| 2018 | 6 603    |
| 2019 | 6 564    |
| 2020 | 6 565    |

Detaljerade källor anges i Wikimedia Commons..

## Näringsliv
Kommunen är lantlig och näringslivet domineras av jordbruks- och småföretag. Sedan 1990-talet har turism fått en ökad betydelse genom anläggandet av vandringsleder, cykel- och inlinesbanor för turister i området.

## Kända invånare
- Oskar Barnack (1879-1936), uppfinnare och utvecklare av Leicakameran.
- Rudi Dutschke (1940-1979), marxistisk sociolog, politisk aktivist och studentledare.